# Cuauhtémoc, Aguascalientes
Cuauhtémoc är en ort i Mexiko.   Den ligger i kommunen Aguascalientes och delstaten Aguascalientes, i den centrala delen av landet, 400 km nordväst om huvudstaden Mexico City. Cuauhtémoc ligger 1 831 meter över havet och antalet invånare är 476.
Terrängen runt Cuauhtémoc är en högslätt. Runt Cuauhtémoc är det tätbefolkat, med 459 invånare per kvadratkilometer. Närmaste större samhälle är Aguascalientes, 15,7 km norr om Cuauhtémoc. Trakten runt Cuauhtémoc består till största delen av jordbruksmark.